# ژاله‌پوش بورمانی
ژاله‌پوش بورمانی (نام علمی: Drosera burmannii)، یا ژاله‌پوش مدارگان، گونه‌ای گیاه گوشت‌خوار کوچک و فشرده از سرده ژاله‌پوش است.

## نام‌گذاری
اولین توصیف مختصر این گونه توسط پاول هرمان نوشته شد و پس از مرگ هرمان توسط ویلیام شرارد (William Sherard) در موسیوم زیلانسیوم (Musaeum Zeylanicum) منتشر شد. یوهانس بورمن (Johannes Burman) در سال ۱۷۳۷ در انتشارات خود در مورد گیاگان سیلان با جزئیات بیشتری توضیح داد. بورمن از چند جمله‌ای (Ros solis foliis circa radicem in orbem dispositis) استفاده کرد.
اما این گونه تا سال ۱۷۹۴ به‌طور رسمی منتشر نشد، زمانی که مارتین وال آن را به افتخار بورمن به‌عنوان ژاله‌پوش بورمانی نامید (لقب گونه معمولاً در دستور خط به burmannii تصحیح می‌شود). در سال ۱۸۷۱ هاینریش گوستاو رایشنباخ گونه جدیدی به نام ژاله‌پوش دیتریشیانا (D. dietrichiana) را توصیف کرد که به نام کاشف آن آمالی دیتریش (Amalie Dietrich) نام‌گذاری شد. لودویگ دیلز (Ludwig Diels) در تک‌نگاشت خود در سال ۱۹۰۶ از ژاله‌پوشان این گونه را به انواع ژاله‌پوش بورمانی تقلیل داد. این رقم به‌عنوان یک گیاه بزرگ‌تر و قوی‌تر از ژاله‌پوش بورمانی جوره بورمانی توصیف شد. هر دو ژاله‌پوش دیتریشیانا و جوره در حال حاضر مترادف ژاله‌پوش بورمانی در نظر گرفته می‌شوند.

## توصیف
ژاله‌پوش بورمانی گیاهی است که ساقه‌ها و برگ‌های بسیار کوتاهی به شکل رزت تولید می‌کند. هر برگ گوه‌ای شکل معمولاً ۸-۱۰ میلی‌متر طول و ۵-۶ میلی‌متر عرض دارد. گل‌های سفید در گروه‌های ۳ تا ۱۰ تایی روی گل‌آذین‌های راسموس بلند ۶ تا ۱۵ سانتی‌متری تولید می‌شوند که می‌تواند یک تا سه عدد در هر بوته باشد.
به طور معمول فقط ۲ سانتی‌متر قطر دارد. همچنین یکی از سریع‌ترین ژاله‌پوش‌هایی است که به دام می‌اندازد و برگ‌های آن می‌تواند در عرض چند ثانیه به‌دور یک حشره بپیچد، در مقایسه با چند دقیقه یا ساعت‌هایی که برگ‌های دیگر ژاله‌پوش‌ها طول می‌کشند تا طعمه خود را احاطه کنند. در طبیعت ژاله‌پوش بورمانی یک‌ساله است، اما در کشت، زمانی که در ماه‌های سرد در داخل خانه رشد می‌کند می‌تواند سال‌ها زندگی کند. از آنجایی که ژاله‌پوش بورمانی یک ساله است، مقادیر زیادی بذر تولید می‌کند.
ژاله‌پوش بورمانی در آیورودا به‌عنوان یک ماده قوی روبفاسینت (Rubefacient) در نظر گرفته شده‌است.

## توزیع
محدوده طبیعی جغرافیایی آن شامل مناطق مدارگان و جنب‌مدارگان آسیا، استرالیا، هند، ژاپن، آسیای جنوب‌شرقی، اقیانوسیه، آفریقا و گوانگشی، گوانگدونگ، یوننان، فوجیان، تایوان چین است.

## نگارخانه

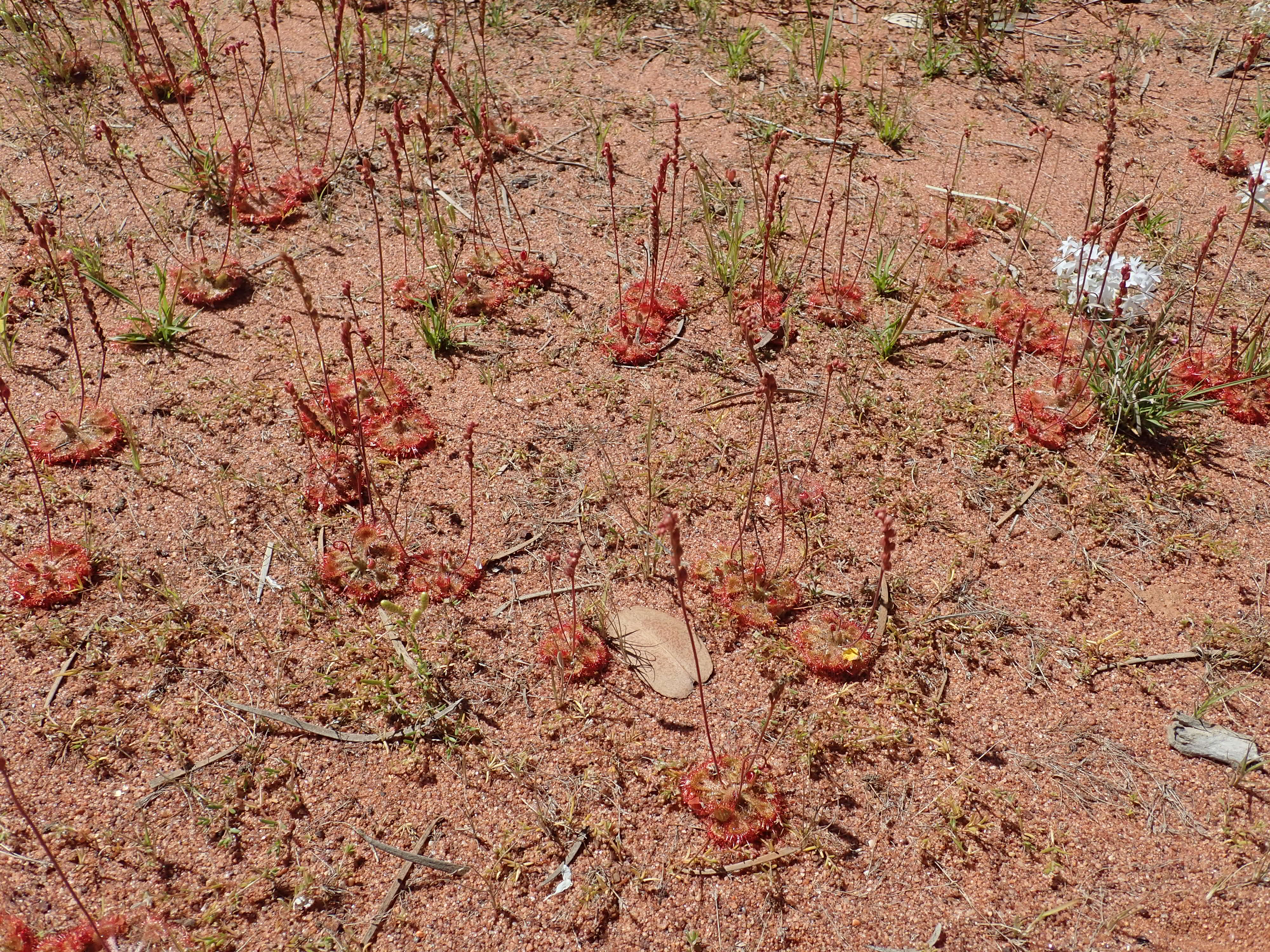
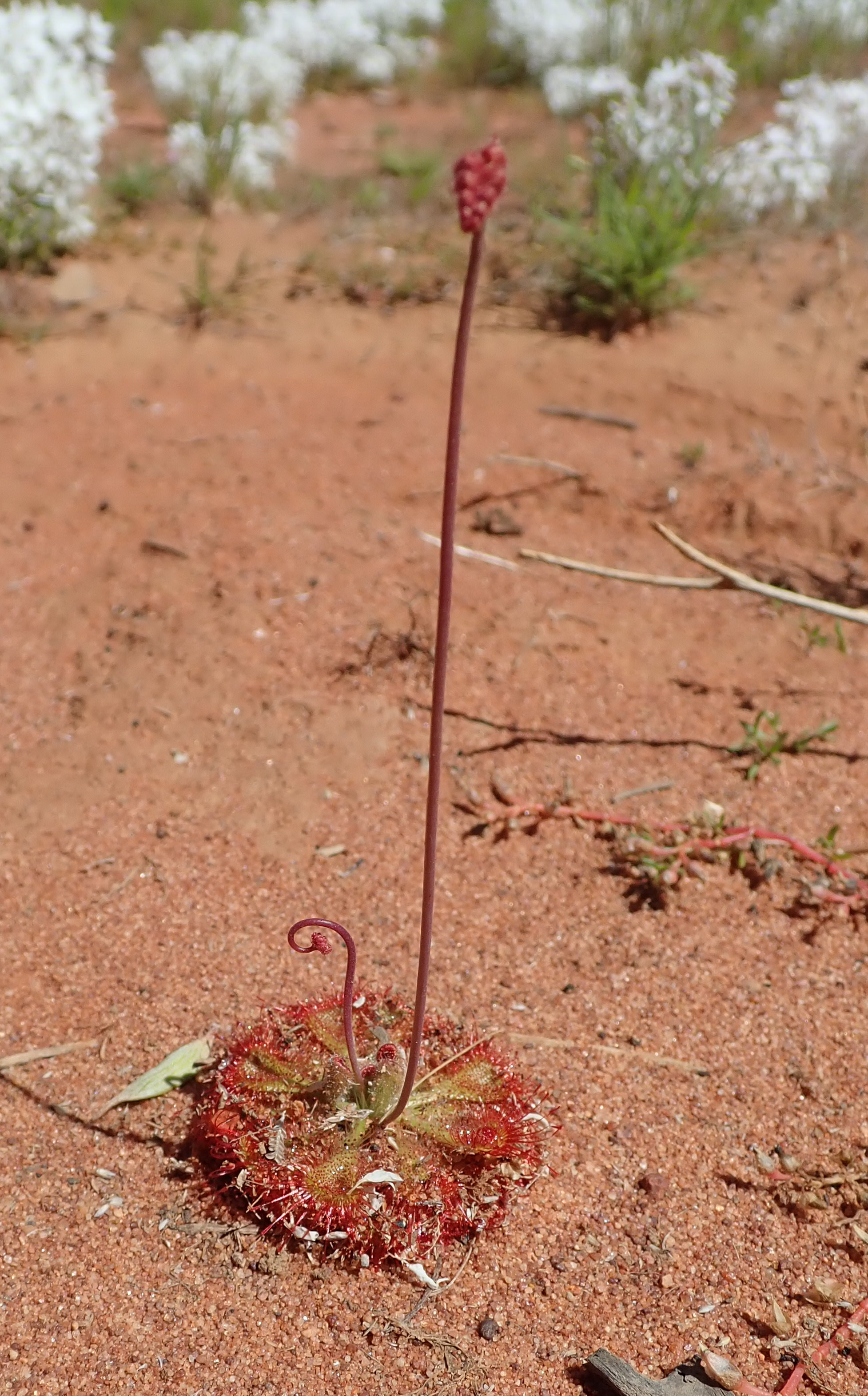
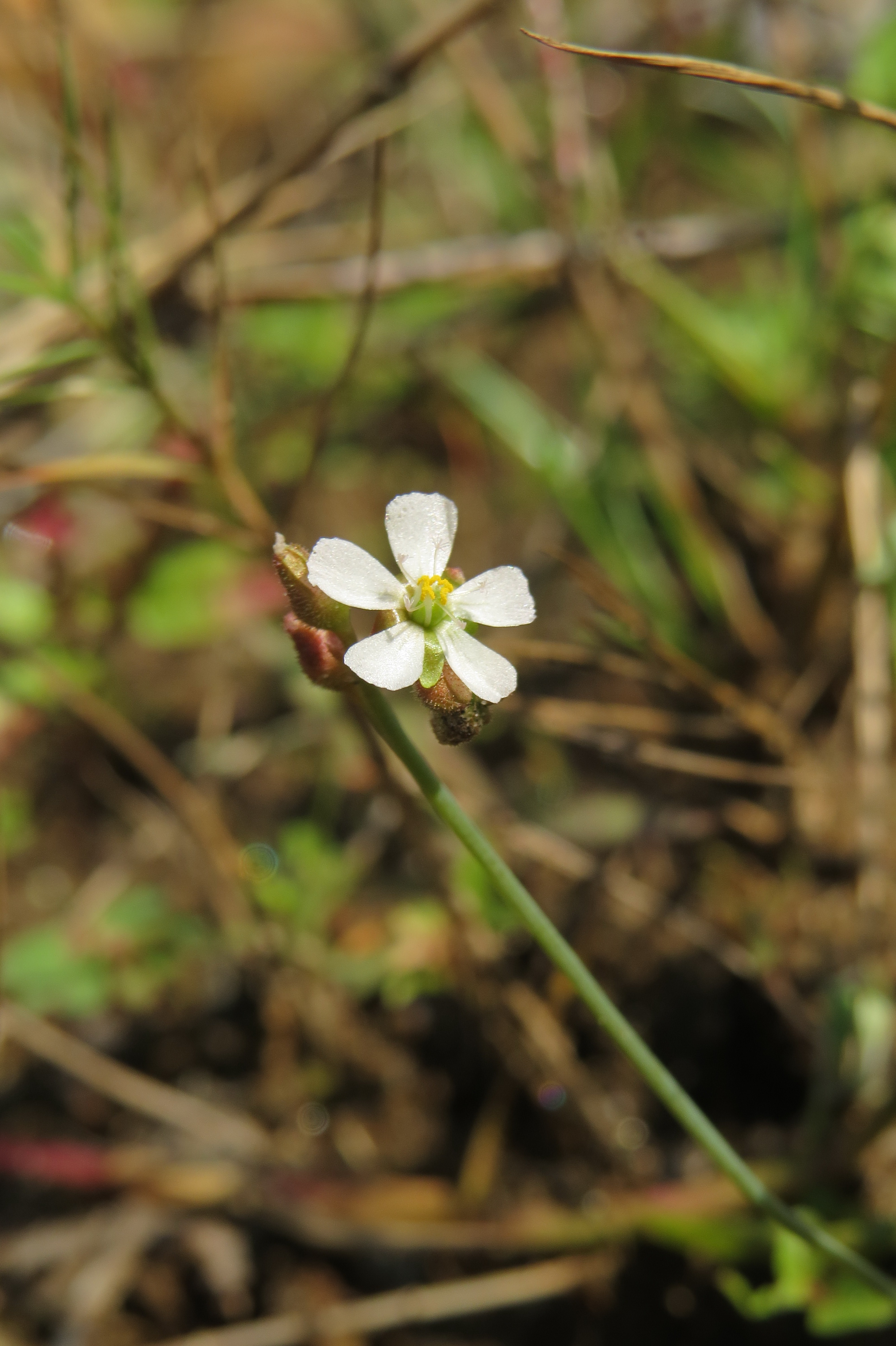
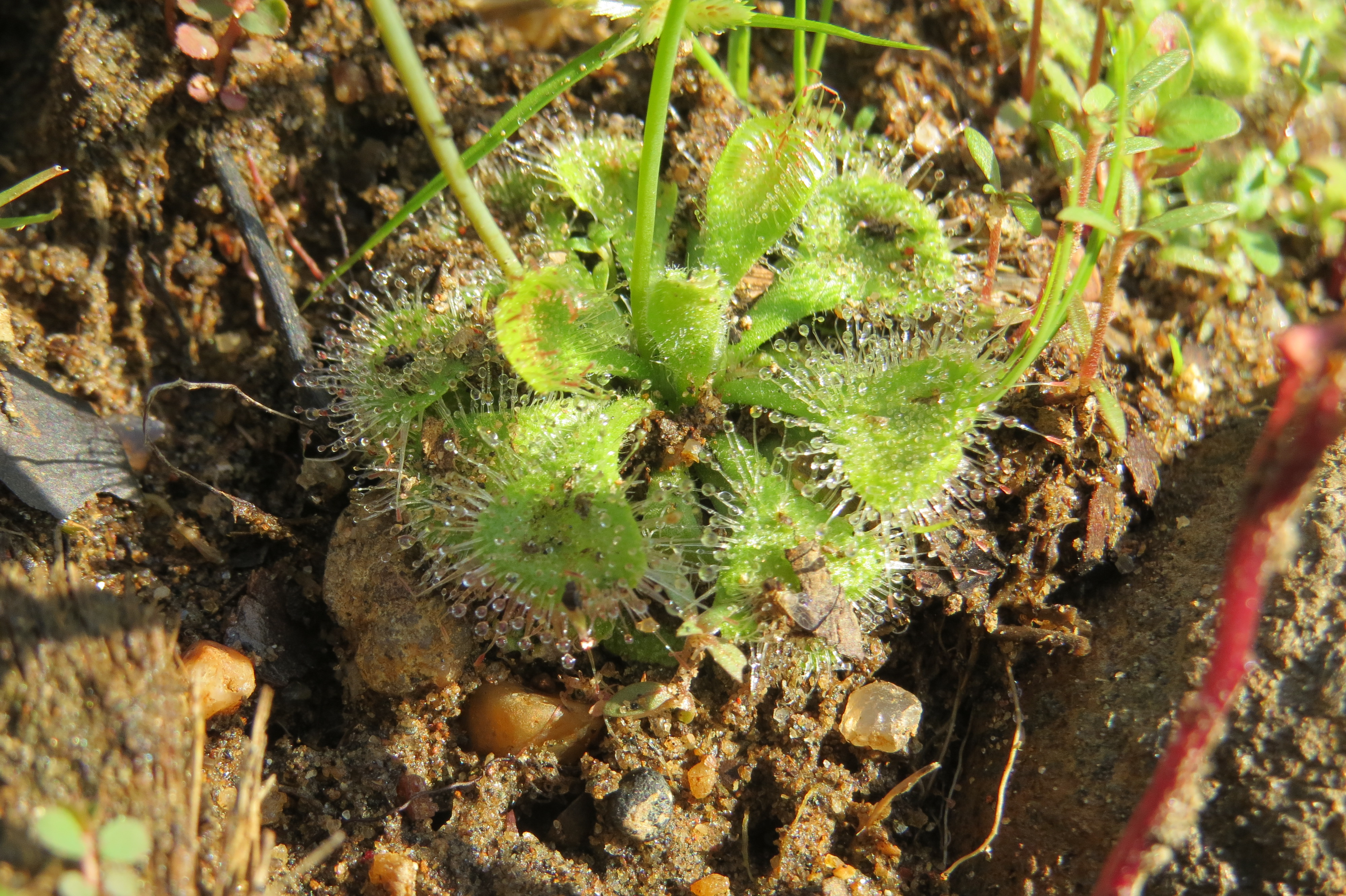